# 异颖三芒草
异颖三芒草（学名：Aristida depressa）为禾本科三芒草属的植物。分布在缅甸、锡金以及中国大陆的云南、四川等地，生长于海拔700米至1,600米的地区，多生于路边、河谷及山坡草地，目前尚未由人工引种栽培。